# Club 20 de Febrero
El Club 20 de Febrero es un club con sede en la ciudad de Salta, Argentina. 
Su sede se encuentra en calle Paseo Güemes 54,  antigua casa de la familia Durand Guasch.  
El Club 20 fue instituido el primer día del año 1858, y abrió sus puertas el 28 de mayo de ese año en la casa de Costas en donde hoy se encuentra el Cine Alberdi (la peatonal entonces se llamaba calle del Comercio). 
Al ser adquirida luego esta propiedad por Don Saturnino San Miguel, el Club se trasladó a la casa de Don Juan Ramón Navea, en la esquina de Alvarado y Alberdi. Posteriormente se mudó a la casa de Ugarriza, en la calle España. En 1883 se instaló en el piso alto del Teatro Victoria, que acababa de ser terminado. En este local permaneció el club por treinta años, hasta la inauguración del edificio en frente a la Plaza 9 de Julio, Mitre 23, actualmente el Centro Cultural América.

## Historia
Impulsada por la visión del Gobernador de Salta, General Don Dionisio Puch, quien expresara durante su mandato (1856-1857) la necesidad de la "creación de un centro común de reuniones de placer para la culta sociedad de Salta", Don Rudecindo Alvarado y otras insignes personalidades de la época, instituyeran formalmente el Club 20 de Febrero el 1 de enero de 1858 (167 años).
La fecha de su fundación lo convierte en una de las entidades socioculturales más antiguas de la República Argentina, junto al Club del Progreso de Buenos Aires fundado en 1852.